# Vlatko Čančar
Vlatko Čančar (Capodistria, 10 aprile 1997) è un cestista sloveno. Attualmente in attività nell’Olimpia Milano.

## Carriera
È stato selezionato dai Denver Nuggets al secondo giro del Draft NBA 2017 (49ª scelta assoluta).
Con la Slovenia ha disputato i Giochi olimpici di Tokyo 2020 e due edizioni dei Campionati europei (2017, 2022).

## Statistiche
| † | Denota una stagione in cui ha vinto il titolo |

### NBA

#### Regular Season
| Anno       | Squadra        | PG  | PT | MP   | TC%  | 3P%  | TL%  | RP  | AP  | PRP | SP  | PP  |
| ---------- | -------------- | --- | -- | ---- | ---- | ---- | ---- | --- | --- | --- | --- | --- |
| 2019-2020  | Denver Nuggets | 14  | 0  | 3,2  | 40,0 | 16,7 | 100  | 0,7 | 0,2 | 0,1 | 0,1 | 1,2 |
| 2020-2021  | Denver Nuggets | 41  | 1  | 6,9  | 45,8 | 27,3 | 76,9 | 1,2 | 0,3 | 0,3 | 0,0 | 2,1 |
| 2021-2022  | Denver Nuggets | 15  | 1  | 11,8 | 56,1 | 58,3 | 64,3 | 2,1 | 1,1 | 0,1 | 0,2 | 4,1 |
| 2022-2023† | Denver Nuggets | 60  | 9  | 14,8 | 47,6 | 37,4 | 92,7 | 2,1 | 1,3 | 0,4 | 0,2 | 5,0 |
| 2024-2025  | Denver Nuggets | 13  | 0  | 10,5 | 38,5 | 26,7 | -    | 2,5 | 0,7 | 0,2 | 0,2 | 1,8 |
| Carriera   | Carriera       | 143 | 11 | 10,7 | 47,2 | 35,4 | 84,7 | 1,8 | 0,9 | 0,3 | 0,2 | 3,4 |

#### Playoffs
| Anno     | Squadra        | PG | PT | MP  | TC%  | 3P%  | TL%  | RP  | AP  | PRP | SP  | PP  |
| -------- | -------------- | -- | -- | --- | ---- | ---- | ---- | --- | --- | --- | --- | --- |
| 2021     | Denver Nuggets | 5  | 0  | 4,2 | 100  | 100  | 80,0 | 0,6 | 0,2 | 0,2 | 0,2 | 2,2 |
| 2022     | Denver Nuggets | 2  | 0  | 4,5 | 66,7 | 50,0 | -    | 1,0 | 0,5 | 0,0 | 0,0 | 2,5 |
| 2023†    | Denver Nuggets | 5  | 0  | 2,0 | 0,0  | 0,0  | -    | 0,6 | 0,2 | 0,0 | 0,0 | 0,0 |
| 2025     | Denver Nuggets | 3  | 0  | 3,7 | -    | -    | -    | 0,7 | 0,0 | 0,0 | 0,0 | 0,0 |
| Carriera | Carriera       | 15 | 0  | 3,4 | 45,5 | 28,6 | 80,0 | 0,7 | 0,2 | 0,1 | 0,1 | 1,1 |

#### Massimi in carriera
- Massimo di punti: 19 vs Oklahoma City Thunder (23 novembre 2022)[1]
- Massimo di rimbalzi: 12 vs Los Angeles Clippers (5 gennaio 2023)
- Massimo di assist: 6 vs Miami Heat (13 febbraio 2023)
- Massimo di palle rubate: 2 (7 volte)
- Massimo di stoppate: 3 vs Oklahoma City Thunder (23 novembre 2022)
- Massimo di minuti giocati: 35 vs Oklahoma City Thunder (23 novembre 2022)

### G League
| Anno      | Squadra        | PG | PT | MP   | TC%  | 3P%  | TL%  | RP   | AP  | PRP | SP  | PP   |
| --------- | -------------- | -- | -- | ---- | ---- | ---- | ---- | ---- | --- | --- | --- | ---- |
| 2019-2020 | Erie BayHawks  | 10 | 5  | 28,7 | 42,4 | 39,3 | 78,6 | 6,2  | 2,7 | 0,9 | 0,1 | 14,4 |
| 2021-2022 | G. Rapids Gold | 1  | 1  | 24,0 | 46,7 | 0,0  | 100  | 12,0 | 4,0 | 1,0 | 0,0 | 18,0 |
| Carriera  | Carriera       | 11 | 6  | 28,3 | 42,9 | 36,9 | 81,3 | 6,7  | 2,8 | 0,9 | 0,1 | 14,7 |

## Palmarès

### Squadra
- Campionato NBA: 1

Denver Nuggets: 2023

### Nazionale
- Europei: 
Romania/Finlandia/Israele/Turchia 2017